# Bernhard von Bismarck

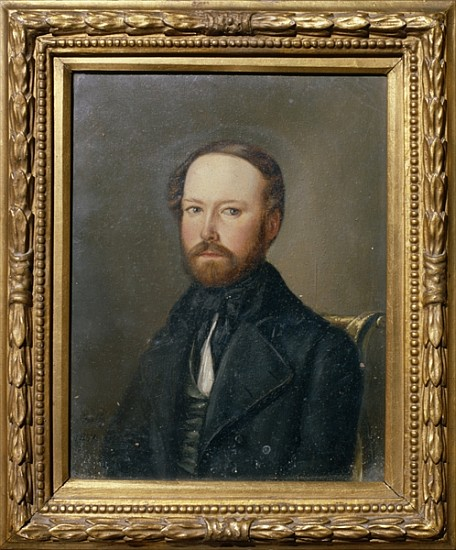
Bernhard von Bismarck nach einem Bild in Friedrichsruh

Bernhard von Bismarck (* 24. Juli 1810 in Schönhausen (Elbe); † 7. Mai 1893 in Külz, Pommern) war ein preußischer Kammerherr, Landrat und Geheimer Regierungsrat. Er besaß die Güter Külz und Jarchlin in Pommern.

## Herkunft
Er stammte aus der adligen Familie von Bismarck und war der älteste Sohn von Ferdinand von Bismarck (1771–1845) auf Schönhausen und seiner Ehefrau Luise Wilhelmine geb. Mencken (1789–1839). Sein 1815 geborener jüngerer Bruder Otto von Bismarck wurde deutscher Reichskanzler. Die einzige Schwester Malwine (* 1827) heiratete Bismarcks Jugendfreund Oskar von Arnim-Kröchlendorff. 

## Leben
Er besuchte mit seinem Bruder Otto die Plamannsche Schule und später ein Gymnasium in Berlin. Von 1829 bis 1831 studierte Bismarck an der Friedrich-Wilhelms-Universität zu Berlin und der Universität Leipzig. Zwischen 1831 und 1836 war er Leutnant im Garde-Dragonerregiment. 1840 wurde Bernhard von Bismarck zum Landrat des Kreises Naugard ernannt. Seit 1840 gehörte er auch dem Provinziallandtag der Provinz Pommern an. 1847/48 war er Mitglied des Ersten bzw. Zweiten Vereinigten Landtags. Von 1851 bis 1852 sowie von 1870 bis 1888 war er mit Unterbrechungen Mitglied des Preußischen Abgeordnetenhauses für den fünften Wahlkreis des Regierungsbezirks Stettin Naugard-Regenwalde. 
Bereits 1836 hatte er von seinem Vater das Gut Jarchlin erhalten und nach dem Tod des Vaters von seinem Bruder Otto das Gut Külz.
Bernhard von Bismarck war Mitglied des Corps Saxonia Leipzig. 1852 war er Zeuge des Duells Vincke–Bismarck.

## Familie
Bernhard von Bismarck heiratete in Naugard am 17. September 1841 Friederike Wilhelmine Adelheid Fanninger (* 12. Oktober 1824; † 22. Mai 1844), diese war die Tochter des Sanitätsrates Ferdinand Fanninger und der Wilhelmine von Kameke. Diese starb kurz nach der Geburt des Sohnes Philipp von Bismarck 1844. Das Paar hatte zwei Söhne:
- Leopold Ernst Alexander (* 15. November 1842; † 19. Mai 1847)
- Philipp Georg Klaus (* 13. April 1844; † 18. Oktober 1894). Rittmeister

⚭ 11. Februar 1873 Gräfin Elisabeth Karoline Angelika Emilie Philippine von der Osten (* 13. November 1844; † 28. März 1874)
⚭ 5. Februar 1880 Marie Sophie Hedwig von Harnier (* 30. November 1858; † 11. Oktober 1945)
Nach kurzem Witwerstand heiratete Bernhard am 8. September 1848 in Wangeritz Malwine von Lettow-Vorbeck (* 9. Dezember 1827; † 12. Juli 1904), diese war die Tochter des Leutnants Karl Wilhelm von Lettow-Vorbeck und der Heloise Alexandrine Elisabeth von der Groeben und die Schwester des Generals Paul Karl von Lettow-Vorbeck. Das Paar hatte zahlreiche Kinder:
- Elise Adelheid Wilhelmine (* 23. September 1849; † 24. Dezember 1853)
- Hedwig Marie Heloise (* 26. Oktober 1850; † 24. Juni 1868)
- Ulrich Ferdinand Otto (* 3. Oktober 1851), Major a. D.
- Ernst Rüdiger Jobst (* 20. September 1853; † 17. Februar 1931) Landrat a. D. ⚭ 1901 Elise Christiane von Lettow-Vorbeck (* 26. Januar 1874), Witwe von Wedig von der Osten († 12. November 1893)
- Anna Emilie Malwine (* 9. September 1855) ⚭ 1881 Theodor Christian Leuthold von Oertzen (* 15. März 1856), Sohn von Karl von Oertzen
- Adelheid Johann Hildegard (* 3. November 1859; † 30. Oktober 1872)
- Martha Emilie Klara Agathe (* 16. April 1861; † 15. April 1862)
- Ottilie Friederike Therese Helene (* 27. Dezember 1862)
- Meta Marie (* 17. Oktober 1864; † 4. August 1927)

⚭ 18. Juni 1882 Georg von Ramin (* 20. April 1859; † 9. Dezember 1888)
⚭ 24. November 1893 Klaus von Loos, Landrat
- Otto Kurt Berend (* 15. Oktober 1866; † 25. März 1935)[4] ⚭ Frieda Schulze verwitwete Mücke
- Bernd Ludolf Wilhelm (* 1. Juni 1868; † 19. Juli 1948) ⚭ 1899 Katharine Luise Emilie Natalie von Arnim-Wilmersdorf (* 2. August 1864), aus dem Haus Golm
- Malvine Frederike Marie (* 18. April 1873; † 4. November 1873)